# تسیل
تسیل یک منطقهٔ مسکونی در سوریه است که در ازرع واقع شده‌است.

## خصوصیات
تسیل ۱۵٬۹۸۵ نفر جمعیت دارد.